# Утер, Ганс-Йорг
Ганс-Йорг Утер (род. 1944) — немецкий литературовед и фольклорист.

## Биография
Родился 20 июля 1944 года в Херцберге-ам-Харце.
Утер изучал фольклор, германистику и историю с 1969 по 1970 год в Мюнхенском университете и с 1970 по 1973 год — в Геттингенском университете, сдав государственный экзамен для преподавания в гимназиях. С 1971 года в течение более сорока лет работал в немецком справочном издании Энциклопедия сказок, сначала в качестве ассистента будучи студентом, а с 1973 года — в качестве редактора. В 1980 году он получил степень PhD, защитив в Геттингене диссертацию «Behinderte in populären Erzählungen» («Инвалиды в народных сказках»).
С 1990 по 1992 год Утер читал лекции в Геттингенском университете, а с 1991 по 1994 год — в Университете Дуйсбурга — Эссена. В 1994 году получил там хабилитацию по германистике, литературе и фольклору. С 2000 года являлся экстраординарным профессором немецкого языка и литературы в Эссене. С 2010 года был главой Энциклопедии сказок до завершения проекта в конце 2015 года. Им было написано 138 из примерно 4000 статей для этой энциклопедии.
Ганс-Йорг Утер публиковался по сравнительному и историческому фольклору, по детской и юношеской литературе, по истории фольклорного искусства, а также по исследованиям типов сказок, их содержанию и мотивов. В период с 1989 по 2002 год он был редактором серии Die Märchen der Weltliteratur (Сказки мировой литературы) издательства Diederichs Verlag. С 1988 года — соредактор академического журнала по международным сравнительным фольклорным исследованиям Fabula. Опубликовал два важных издания Сказок братьев Гримм в 1996 и 2004 годах. В 2004 году появилась его редакция Указателя сюжетов фольклорной сказки (индекса Аарне-Томпсона).
Утер является членом-корреспондентом Немецкой академии детской и юношеской литературы с 1992 года, а с 1993 года — научным сотрудником по фольклору (Folklore Fellow) Финской академии науки и литературы. Он также входит в научный консультативный совет Научного общества Братьев Гримм.
В числе его наград:
- 2005 год — премия Europäischer Märchenpreis[нем.] фонда Märchen-Stiftung Walter Kahn[нем.]
- 2010 год — премия Brüder-Grimm-Preis der Philipps-Universität Marburg[нем.] Марбургского университета
- 2017 год — литературная премия в области детской и юношеской литературы Wildweibchenpreis[нем.]